# Коростылёва, Юлия Сергеевна
Юлия Сергеевна Коростылёва (род. 8 февраля 1984 года в Хмельницком) — украинский стрелок, мастер спорта Украины международного класса.

## Биография
Родилась 8 февраля 1984 года в Хмельницком.
Пулевой стрельбой начала заниматься в 12 лет в ДЮСШ № 1. Училась во Львовском государственном университете физической культуры. Первый тренер — Сергей Коростылёв (отец, Заслуженный тренер Украины, неоднократный чемпион, рекордсмен и призёр чемпионатов мира, Европы, СССР и Украины), тренер Валентина Коростылёва (мать, кандидат в мастера спорта, Заслуженный тренер Украины). Младший брат, Павел Коростылёв, также профессиональный стрелок.
Юлия Коростылёва — чемпионка Европы по стрельбе из пневматического оружия 2004 и 2007 годов в командном зачёте, бронзовый призёр чемпионатов Европы 2003, 2008, 2009 годов в командном зачете.
Участница Олимпиады 2004 года в Афинах — десятое место в упражнении ПП-2 (пневматический пистолет).
Замужем за Владимиром Михайловым, сыном тренера по лёгкой атлетике Валентины Александровны Михайловой. Хобби — литература.